# 500GP
500GP eller 500cc eller 500-kubiksklassen i roadracing var en klass i världsmästerskapen i Grand Prix Roadracing för motorcyklar som kördes från det första världsmästerskapet säsongen 1949 till och med säsongen 2001. 500GP ersattes från 2002 av MotoGP.
500GP var en prototypklass med en högsta cylindervolym på 500 cm³ - därav namnet på klassen. Det var den högst ansedda av Internationella motorcykelförbundets tävlingsklasser i roadracing.
Framgångsrika konstruktörer i 500GP var MV Agusta, Honda, Yamaha med flera.

## Världsmästare
53 världsmästerskap i 500cc-klassen delades ut och 22 förare delade på dessa titlar. Framgångsrikast är Giacomo Agostini som blev världsmästare 8 gånger. Samtliga världsmästare i tabellen nedan ordnade efter antalet titlar.
| Plats | Förare            | Land               | Antal VM-titlar | Mästar- säsonger                               |
| ----- | ----------------- | ------------------ | --------------- | ---------------------------------------------- |
| 1     | Giacomo Agostini  | Italien            | 8               | 1966, 1967, 1968, 1969, 1970, 1971, 1972, 1975 |
| 2     | Mick Doohan       | Australien         | 5               | 1994, 1995, 1996, 1997, 1998                   |
| 3=    | Geoff Duke        | Storbritannien     | 4               | 1951, 1953, 1954, 1955                         |
| 3=    | John Surtees      | Storbritannien     | 4               | 1956, 1958, 1959, 1960                         |
| 3=    | Mike Hailwood     | Storbritannien     | 4               | 1962, 1963, 1964, 1965                         |
| 3=    | Eddie Lawson      | USA                | 4               | 1984, 1986, 1988, 1989                         |
| 7=    | Kenny Roberts     | USA                | 3               | 1978, 1979, 1980                               |
| 7=    | Wayne Rainey      | USA                | 3               | 1990, 1991, 1992                               |
| 9=    | Umberto Masetti   | Italien            | 2               | 1950, 1952                                     |
| 9=    | Phil Read         | Storbritannien     | 2               | 1973, 1974                                     |
| 9=    | Barry Sheene      | Storbritannien     | 2               | 1976, 1977                                     |
| 9=    | Freddie Spencer   | USA                | 2               | 1983, 1985                                     |
| 13=   | Leslie Graham     | Storbritannien     | 1               | 1949                                           |
| 13=   | Libero Liberati   | Italien            | 1               | 1957                                           |
| 13=   | Gary Hocking      | Rhodesia & Nyasal. | 1               | 1961                                           |
| 13=   | Marco Lucchinelli | Italien            | 1               | 1981                                           |
| 13=   | Franco Uncini     | Italien            | 1               | 1982                                           |
| 13=   | Wayne Gardner     | Italien            | 1               | 1987                                           |
| 13=   | Kevin Schwantz    | USA                | 1               | 1993                                           |
| 13=   | Àlex Crivillé     | Spanien            | 1               | 1999                                           |
| 13=   | Kenny Roberts Jr. | USA                | 1               | 2000                                           |
| 13=   | Valentino Rossi   | Italien            | 1               | 2001                                           |